# José Ezequiel Iturriaga
José Ezequiel Iturriaga (Ciudad de México, 20 de abril de 1914 - Ciudad de México, 19 de febrero de 2011) fue un abogado, historiador, sociólogo, politólogo, diplomático, periodista y bibliófilo mexicano.

## Trayectoria
Trabajó para Nacional Financiera por cerca de treinta años, llegó a ser director adjunto de la institución lo cual le permitió tener un panorama de la realidad social y económica de México. En el campo de la sociología fue autor de la obra La estructura social y cultural de México, la cual trata los temas de distribución de recursos humanos en el campo y la ciudad, las etnias, religiones, la educación. Su obra refleja un nacionalismo que critica y rechaza la influencia de las culturas extranjeras, argumentó que éstas debilitaban a la cultura mexicana.
Como historiador se especializó, desde 1975, en el análisis de la relación política de Estados Unidos frente a México, investigando la postura de los legisladores del Congreso de los Estados Unidos, y de la acción de diplomáticos como Joel R. Poinsett, John Parker Hale, Woodrow Wilson, Byron Patton Harrison, William August Rodember y James Francis Burk.
Como diplomático, fue embajador de México en Portugal y en la Unión Soviética (1964). Como politólogo, fue asesor presidencial de Adolfo López Mateos y de Gustavo Díaz Ordaz. Como bibliófilo, su colección particular llegó a contar con cerca de 30 000 libros, los cuales prometió donar a la Universidad Veracruzana.
Durante varios años de su vida se distinguió por defender el Centro Histórico de la Ciudad de México, siendo pionero al proponer la recuperación de la arquitectura y restauración de edificios, limpieza del ambulantaje, circuitos peatonales, etc., fue nombrado presidente honorario vitalicio del Consejo Consultivo para el Rescate del Centro Histórico. Falleció el 18 de febrero de 2011, se le rindió homenaje de cuerpo presente en el Palacio de Bellas Artes y en el Anfiteatro Simón Bolívar del Antiguo Colegio de San Ildefonso. Fue enterrado en el Panteón Jardín.

## Premios y distinciones
- Medalla Belisario Domínguez del Senado de la República en 2001.
- Medalla al Mérito, otorgada por la Universidad Veracruzana en 2003.
- Medalla Adolfo Ruiz Cortínes del Congreso del Estado de Veracruz en 2010.

## Obras publicadas
Escribió más de veinte mil artículos periodísticos, y entre sus libros se encuentran los siguientes:
- El tirano en la América Latina, en 1944.
- Posibilidades de una revolución en la posguerra, en 1944.
- La estructura social y cultural de México, en 1951.
- Pensamiento político del presidente Juárez, en 1957.
- A siglo y medio de nuestra vida independiente, en 1971.
- México en el Congreso de los Estados Unidos, en 1988.
- Lo religioso en el refranero mexicano, o, como decía mi abuelita, en 1988.
- Plutarco Elías Calles: obra revolucionaria, en 1988.
- Rastros y rostros, en 2003.
- Ustedes y nosotros, en 2006.